# Pentafluorure de plutonium
Le pentafluorure de plutonium, ou fluorure de plutonium(V), est un composé chimique de formule PuF5. Il peut être obtenu par irradiation d'hexafluorure de plutonium PuF6 par un laser à une longueur d'onde inférieure à 520 nm, et peut-être également par décomposition thermique du PuF6.